# Fissidens angustifolius
Fissidens angustifolius är en bladmossart som beskrevs av Sullivant 1861. Fissidens angustifolius ingår i släktet fickmossor, och familjen Fissidentaceae. Inga underarter finns listade i Catalogue of Life.